# زیر گنبد (مجموعه تلویزیونی)

زیر گنبد (به انگلیسی: Under the dome) یک سریال تلویزیونی علمی تخیلی آمریکایی است که از تاریخ ۲۴ ژوئن ۲۰۱۳ در شبکه سی‌بی‌اس به نمایش درآمده‌است.
این سریال توسط برایان کی. وان (Brian K. Vaughan) توسعه داده شد و بر اساس رمانی با همین نام از استفان کینگ (Stephen King) است. وان و کینگ هردو به عنوان تهیه کنندگان اجرایی به همراه استیون اسپیلبرگ، Neal Baer، Justin Falvey، Darryl Frank، Jack Bender و Stacey Snider هستند.
نیلز آردن اپلو (Niels Arden Oplev) کارگردان دانمارکی قسمت Pilot را تهیه و کارگردانی کرد.

## خلاصهٔ داستان
زیر گنبد داستان ساکنان شهر کوچک چِستِرزْمیل واقع در ایالت مین آمریکا است، جایی که گنبدی عظیم، شفاف و فناناپذیر آن‌ها را از بقیهٔ جهان جدا می‌کند. بدون دسترسی به اینترنت و موبایل و ارتباط محدود رادیویی مردم به دام افتاده داخل گنبد باید راه‌شان را برای زنده‌ماندن با کاهش منابع و بالا گرفتن تنش‌ها پیدا کنند. در حالی که نیروهای نظامی، دولت و رسانه‌های مستقر در خارج این حصار دور تا دور اقدام به شکست آن می‌کنند، گروه کوچکی از مردم داخل گنبد در پی کشف چرایی گنبد، گنبد از کجا آمده و اینکه چه زمانی خواهد رفت، هستند.
در قسمت اول کسی که در حال کندن آن قبر بوده، «باربی» باربارا (با بازی مایک فوگل) است که زمانی که گنبد بسته می‌شود نمی‌تواند از جرمی که مرتکب شده فرار کند. کلانتر شهر (جف فاهی) و همکارش (ناتالی مارتینز) به نظر نمی‌رسد لازم باشد تلاش زیادی برای شغلشان حفظ کنند. یکی دیگر از شخصیت‌های این قسمت سردبیر روزنامهٔ شهر یعنی جولیا (راشل لفو) است.
مشکلاتی که پیش می‌آیند مشخص هستند. اگر یک ژنراتور پشتیبان نداشته باشند، برق نخواهند داشت. هیچ سیگنال رادیویی نمی‌تواند وارد شود. ساکنان شهر نمی‌توانند صدای افرادی که دقیقاً جلوی‌شان در آن طرف گنبد ایستاده‌اند بشنوند. به تدریج و به آرامی مردم شروع می‌کنند به فکر کردن دربارهٔ مدت زمانی که این گنبد وجود خواهد داشت، چون مشکل آب و غذا را پیش می‌آورد. مأموران دولتی هم در آن سمت گنبد حلقه زدند و برای بدترین شرایط ممکن آماده می‌شوند.